# Quinto Appuleio Pansa
Quinto Appuleio Pansa (fl. IV secolo a.C.) è stato un politico romano.

## Biografia
Fu poi console nel 300 a.C., con Marco Valerio Corvo, giunto al quinto consolato. Durante il consolato i Plebei ottennero di poter eleggere quattro pontefici e cinque auguri, da affiancare ai quattro pontefici e quattro auguri patrizi.
Al comando dell'esercito, iniziò l'assedio alla città umbra di Nequinum (l'attuale Narni), che verrà conquistata l'anno successivo.